# Bahía de Tubli
La Bahía de Tubli (en árabe: خليج توبلي) (también conocida como el Golfo de Tubli) es una bahía en el este de Baréin, entre la isla de Baréin y la isla de Sitra. La bahía está directamente al sur de la península de Manama. La isla de Nabih Saleh se encuentra en la bahía.
La zona era conocida por su rica vida marina y de aves, y los bosques de manglares que rodean sus bordes. Los manglares prosperaron en la escorrentía del agua de los manantiales de agua dulce después de pasar por las granjas hacia la bahía. La bahía es un importante caldo de cultivo para camarones y peces. También es una parada para varias especies de aves migratorias.
Hoy en día, la bahía de Tubli ha sufrido la recuperación de tierras ilegales, la contaminación ambiental y la disminución del suministro de agua dulce de los manantiales. Los reclamos de tierra han reducido el tamaño de 25 km² en la década de 1960 a solo 11 km² en la actualidad. Los manglares que solían existir a lo largo de gran parte de la costa se han reducido a unos pocos parches pequeños en Ras Sanad y Ras Tubli.
En 1997, la bahía de Tubli se agregó a la lista de humedales Ramsar de importancia internacional.